# Ланженьё, Бенуа-Мари
Бенуа-Мари Ланженьё (фр. Benoît-Marie Langénieux; 15 октября 1824, Вильфранш-сюр-Сон, Франция — 1 января 1905, Реймс, Франция) — французский кардинал. Епископ Тарба с 25 июля 1873 по 21 декабря 1874. Архиепископ Реймса с 21 декабря 1874 по 1 января 1905. Кардинал-священник с 7 июня 1886, с титулом церкви Сан-Джованни-а-Порта-Латина с 17 марта 1887. 

## Биография
Бенуа-Мари Ланженьё изучал гуманитарные науки в школе Сен-Никола-дю-Шардонне в Париже у Феликса Дюпанлу, и богословие в семинарии Сен-Сюльпис.
За 31 год епископства Ланженьё, помимо получения от французского Законодательного собрания ассигнований в размере 2-х млн франков на восстановление Реймского собора, сумел добиться возвращения монашескому ордену траппистов древнего аббатства Игни, а ораторианам — аббатства Бинсон, а также установил в Шатийоне памятник папе Урбану.